# Plecoptera chrysocephala
Plecoptera chrysocephala är en fjärilsart som beskrevs av George Francis Hampson 1926. Plecoptera chrysocephala ingår i släktet Plecoptera och familjen nattflyn. Inga underarter finns listade i Catalogue of Life.